# Fifty Who Made DC Great
Fifty Who Made DC Great è una pubblicazione della DC Comics del 1985 per commemorare il 50º anniversario della nota casa editrice di fumetti. Venne diffusa sotto forma di albo a fumetti ma contenente principalmente testi scritti, foto, e caricature. Come spiegato dall'allora presidente della DC Jenette Kahn, l'intento era quello di celebrare "le 50 persone e aziende che avevano contribuito a rendere grande la DC Comics". Gli articoli sono opera di Barry Marx, Thomas Hill, e Joey Cavalieri, mentre le caricature sono di Steven Petruccio. Barry Marx svolse anche la funzione di editore. La copertina, raffigurante Clark Kent che tiene in mano il logo "DC Bullet", venne disegnata da Curt Swan, Murphy Anderson, ed Arne Starr.

## Lista dei "50 che hanno reso grande la DC Comics"
| Nome                         | Campo                                            | Note |
| ---------------------------- | ------------------------------------------------ | --- |
| M. C. Gaines                 | editore                                          | comproprietario della National Allied Publications                                                                   |
| Malcolm Wheeler-Nicholson    | sceneggiatore                                    | fondatore della National Allied Publications                                                                         |
| Harry Donenfeld              | editore                                          | comproprietario della National Allied Publications                                                                   |
| Jack Liebowitz               | editore                                          | comproprietario della National Allied Publications                                                                   |
| Jerry Siegel                 | sceneggiatore                                    | co-creatore di Superman                                                                                              |
| Joe Shuster                  | disegnatore                                      | co-creatore di Superman                                                                                              |
| Bob Kane                     | sceneggiatore, disegnatore                       | creatore di Batman                                                                                                   |
| Bill Finger                  | sceneggiatore                                    | contribuì alla creazione di Batman                                                                                   |
| Warner Publishing Services   | casa distributrice                               | società consociata della DC responsabile per la distribuzione nelle edicole, ex Independent News Company Inc.        |
| Sheldon Mayer                | sceneggiatore, disegnatore, editore              | creatore della Sugar and Spike                                                                                       |
| Sol Harrison                 | dirigente                                        | Presidente della DC Comics nel 1976-1980                                                                             |
| Erwin M. "Bud" Budner        | agente pubblicitario                             | fondatore della Delmar News Agency                                                                                   |
| Gardner Fox                  | sceneggiatore                                    | co-creatore della Justice Society of America e della Justice League of America                                       |
| William Moulton Marston      | sceneggiatore                                    | co-creatore di Wonder Woman, insieme alla moglie Elizabeth Holloway Marston                                          |
| Emile Keirsbilk              | redattrice                                       | responsabile delle pubblicazioni DC Comics per la Francia                                                            |
| Carroll Rheinstrom           | agente                                           | responsabile dei diritti di pubblicazione dei prodotti DC a livello internazionale                                   |
| Fleischer Studios            | studio di animazione                             | produsse la serie animata Superman degli anni quaranta                                                               |
| Bud Collyer                  | attore                                           | interpretò Superman nel programma radiofonico The Adventures of Superman                                             |
| Kirk Alyn                    | attore                                           | interpretò Superman nel serial cinematografico del 1948 Superman, e nel sequel Atom Man Vs. Superman del 1950        |
| Mort Weisinger               | editore                                          | editore di Superman dalla metà degli anni cinquanta al 1970; co-creatore di Aquaman, Green Arrow, e Johnny Quick     |
| Whitney Ellsworth            | sceneggiatore, editore                           | produttore e editore della serie televisiva The Adventures of Superman                                               |
| George Reeves                | attore                                           | interpretò Superman nella serie televisiva The Adventures of Superman                                                |
| Wayne Boring                 | disegnatore                                      | disegnatore di Superman dalla fine degli anni quaranta agli anni cinquanta inoltrati.                                |
| Curt Swan                    | disegnatore                                      | disegnatore di Superman durante la Silver Age of Comic Books                                                         |
| Bernard Trout                | editore                                          | editore dei fumetti DC Comics in Francia                                                                             |
| World Color Press            | azienda di stampa                                | nel 1985, la più grande azienda specializzata nello stampaggio di fumetti.                                           |
| Robert Kanigher              | sceneggiatore, editore                           | co-creatore di Sgt. Rock                                                                                             |
| Julius Schwartz              | editore                                          | editore per lungo tempo dei fumetti di Batman e Superman                                                             |
| Jerry Bails                  | tuttologo, critico                               | contribuì alla diffusione della cultura fumettistica negli anni sessanta                                             |
| Roy Thomas                   | sceneggiatore, editore                           | co-creatore dell'All-Star Squadron e di Infinity, Inc.                                                               |
| Adam West                    | attore                                           | interpretò Batman nell'omonima serie televisiva degli anni sessanta                                                  |
| Burt Ward                    | attore                                           | interpretò Robin nella serie televisiva Batman degli anni sessanta                                                   |
| Licensing Company of America | casa distributrice                               | distributore ufficiale dei prodotti DC                                                                               |
| Carmine Infantino            | disegnatore, caporedattore                       | co-creatore del Flash "originale"; direttore editoriale                                                              |
| Neal Adams                   | disegnatore                                      | disegnatore di Batman e Green Lantern/Green Arrow negli anni settanta                                                |
| Denny O'Neil                 | sceneggiatore, editore                           | scrittore di Batman e Green Lantern/Green Arrow negli anni settanta                                                  |
| Adolf Kabatek                | editore                                          | caporedattore dei fumetti DC Comics in Germania                                                                      |
| Hanna-Barbera Productions    | studio di animazione                             | produttore della serie televisiva I Superamici                                                                       |
| Ilya Salkind                 | produttore cinematografico                       | co-produttore della serie dei film di Superman                                                                       |
| Alexander Salkind            | produttore cinematografico                       | co-produttore dei film della serie Superman                                                                          |
| Christopher Reeve            | attore                                           | interpretò Superman al cinema nella serie di film iniziata con Superman nel 1978                                     |
| Lynda Carter                 | attrice                                          | interpretò Wonder Woman nell'omonima serie televisiva degli anni settanta                                            |
| Phil Seuling                 | distributore, organizzatore di convention di fan | sviluppò il concetto del sistema di distribuzione dei fumetti direttamente nelle fumetterie specializzate            |
| Bud Plant                    | distributore                                     | primo distributore                                                                                                   |
| Marv Wolfman                 | sceneggiatore, editore                           | co-creatore dei New Teen Titans, sceneggiatore di Crisis on Infinite Earths                                          |
| George Pérez                 | disegnatore                                      | co-creatore dei New Teen Titans, disegnatore di Crisis on Infinite Earths                                            |
| Frank Miller                 | sceneggiatore, disegnatore                       | creatore di Ronin, sceneggiatore e disegnatore de Il ritorno del Cavaliere Oscuro, sceneggiatore di Batman: Anno uno |
| Helen Slater                 | attrice                                          | interpretò Supergirl nel film Supergirl - La ragazza d'acciaio del 1984                                              |
| Superman Peanut Butter       | prodotto                                         | primo prodotto alimentare sponsorizzato ufficialmente dalla DC                                                       |
| Kenner Products              | produttore di giocattoli                         | casa produttrice della linea di giocattoli Super Powers Collection                                                   |

## Ricordi delle celebrità
Nella pubblicazione sono presenti anche brevi contributi da parte di varie celebrità circa il loro rapporto con i fumetti DC Comics. Tra i personaggi famosi interpellati sono presenti Daniel P. Moynihan, Richard Corben, Ray Bradbury, Gloria Steinem, Mort Walker, Milton Glaser, Walter Koenig, Gene Siskel, Stephen King, Gene Simmons, Jim Henson, David L. Wolper, Stan Lee, Susan Stamberg, Roger Ebert, Brooke Shields, Carol Bellamy, e Whoopi Goldberg.